# Kardomia jucunda
Kardomia jucunda là một loài thực vật có hoa trong Họ Đào kim nương. Loài này được (S.T.Blake) Peter G.Wilson mô tả khoa học đầu tiên năm 2007.